# Шиммель, Аннемари
Аннемари́ Ши́ммель (нем. Annemarie Schimmel, 7 апреля 1922, Эрфурт — 26 января 2003, Бонн) — немецкий религиовед, арабист и иранист, крупнейшая исследовательница исламского мистицизма и суфизма в частности, переводчица

 восточной поэзии.

## Биография
С 15 лет брала уроки арабского языка. В 1939 году поступила в Берлинский университет имени Фридриха Вильгельма. С 1946 года — профессор арабистики и исламоведения Марбургского университета. Защитила здесь докторскую диссертацию по истории религий в 1954. С 1954 — профессор истории религий в университете Анкары, провела в нём пять лет, читая лекции на турецком языке. Она была недолго замужем в 1955 году в Анкаре за турком, приняв имя Джемиле в качестве своего мусульманского имени, которым подписывала многочисленные статьи в турецкой прессе. В 1967—1992 — в Гарвардском университете. Преподавала также в Тегеране, Лондоне, Эдинбурге. Почётный профессор Боннского университета. Скончалась после болезни, начавшейся летом 2002 года. Ее последним желанием было, чтобы на ее похоронах прочитали Фатиху, на  ее надгробном камне выгравированы (по ее желанию) на немецком и персидском языках слова Имама Али: Люди спят, а когда умирают, они просыпаются.

## Научная и переводческая деятельность
Автор более 100 публикаций об исламе и переводов арабской, урду, хинди, персидской, турецкой поэзии (Руми, Халладжа, Икбала и др.) на английский и немецкий языки.

## Признание
Лауреат многих наград, включая Премию мира немецких книготорговцев (1995) и пакистанский государственный орден «Ситара-и-имтияз». Труды А.Шиммель широко признаны в странах Востока. Ее именем названа улица в Лахоре, ее имя размещено в Аллее славы в Бонне
- Орден Турецкой Республики «За заслуги» (Турция, 25 октября 1996 года)
- Орден «Дустлик» (Узбекистан, 27 марта 2002 года)[5]

## Избранные труды
- Mystische Dimensionen des Islam. Die Geschichte des Sufismus (1975)
- Rumi: Ich bin der Wind und du bist Feuer. Leben und Werk des Mystikers (1978)
- Islam in the Indian Subcontinent (1980)
- Und Muhammad ist sein Prophet. Die Verehrung des Propheten in der islamischen Frömmigkeit (1981)
- Die orientalische Katze (1983)
- Der Islam. Eine Einführung (1990)
- Berge, Wüsten, Heiligtümer. Meine Reisen in Pakistan und Indien (1994)
- Die Träume des Kalifen. Träume und ihre Deutung in der islamischen Kultur (1998)
- Gesang und Ekstase. Sufi-Texte des indischen Islam (1999)
- Kleine Paradiese. Blumen und Gärten im Islam (2001)
- Morgenland und Abendland. Mein west-östliches Leben (2002, автобиография)

## Издания на русском языке
- Мир исламского мистицизма. — М.: Алетейа, Энигма, 1999 (2-е изд. — Алетейя, 2000)
- Иисус и Мария в исламском религиозном гностицизме. М.: Научная книга, 2002 (перевод с персидского перевода немецкого издания)